# True (chanson)
Pour les articles homonymes, voir True.
Singles de Spandau Ballet
Communication
(février 1983) Gold
(août 1983)
True est une chanson du groupe anglais Spandau Ballet parue sur l'album du même nom en 1983. Écrite par Gary Kemp, elle rend hommage au chanteur américain Marvin Gaye, bien qu'ayant été écrite avant son meurtre l'année suivante.
Elle est sortie en single et a rencontré un grand succès dans le monde entier, se classant notamment no 1 au Royaume-Uni pendant quatre semaines ainsi qu'en Irlande, au Canada et aux États-Unis.

## Sample et Reprise
- Nelly
- Queen Pen
- P.M. Dawn
- Black Eyed Peas,
- Rui da Silva
- Paul Anka

## Bande-originale

### Télévision
- 2001: Gilmore Girls, The Office
- 2005: Veronica Mars
- 2008: Ugly Betty
- 2009: Modern Family, avec Edward Norton
- 2015: Master of None, Metal Gear Solid V
- 2016: Family Guy
- 2017: Suits, Gotham, Lucifer, The Flash
- 2018: Riverdale
- 2020: The Simpsons
- 2021: Euphoria

### Cinéma
- 2000: Charlie's Angels
- 2004: Amour et Amnésie
- 2010: La Machine à démonter le temps, Skins
- 2011: Crazy, Stupid, Love
- 2016: Sausage Party

## Classements et certifications
| Classement (1983)                      | Meilleure position |
| -------------------------------------- | ------------------ |
| Allemagne (Media Control AG)           | 9                  |
| Australie (Kent Music Report)          | 4                  |
| Belgique (Flandre Ultratop 50 Singles) | 9                  |
| Belgique (Flandre VRT Top 30)          | 10                 |
| Canada (50 Singles)                    | 1                  |
| Canada (Adult Contemporary)            | 5                  |
| Canada (CHUM)                          | 1                  |
| Espagne (AFYVE)                        | 3                  |
| États-Unis (Adult Contemporary)        | 1                  |
| États-Unis (Billboard Hot 100)         | 4                  |
| États-Unis (Cash Box)                  | 4                  |
| États-Unis (Hot R&B/Hip-Hop Songs)     | 76                 |
| États-Unis (Top Tracks)                | 34                 |
| France (SNEP)                          | 14                 |
| Irlande (IRMA)                         | 1                  |
| Italie (FIMI)                          | 39                 |
| Nouvelle-Zélande (RMNZ)                | 4                  |
| Pays-Bas (Nederlandse Top 40)          | 4                  |
| Pays-Bas (Single Top 100)              | 5                  |
| Pologne (Classements Singles)          | 8                  |
| Royaume-Uni (UK Singles Chart)         | 1                  |
| Suisse (Schweizer Hitparade)           | 5                  |

| Classement (1983)              | Position |
| ------------------------------ | -------- |
| Australie (Kent Music Report)  | 43       |
| Belgique (Flandre Ultratop 50) | 86       |
| Canada (Top Singles)           | 19       |
| États-Unis (Billboard Hot 100) | 92       |
| États-Unis (Cash Box)          | 34       |
| Pays-Bas (Nederlandse Top 40)  | 49       |
| Pays-Bas (Single Top 100)      | 62       |

### Certifications
| Pays              | Certification | Date              | Ventes certifiées |
| ----------------- | ------------- | ----------------- | ----------------- |
| Canada (CRIA)     | Or            | 1er novembre 1983 | 5 000             |
| Royaume-Uni (BPI) | Or            | 1er mai 1983      | 400 000           |